# Серебряков Іван Григорович
Іва́н Григо́рович Серебряко́в (1914–1969) — радянський ботанік, біоморфолог, еколог, професор Московського університету, автор ряду підручників з геоботаніки.
Розробив систему життєвих форм рослин, в якій не тільки відобразив різні групи життєвих форм, але і показав їх еволюційне походження і розселення по поверхні земної кулі. Виділяє 4 групи життєвих форм: деревні рослини, напівдеревні, наземні трави і водні трави. У кожній групі представлені різні типи і види життєвих форм.

## Наукові праці
- Биология тяньшанской ели и типы её насаждений в Заилийском и Кунгей-Алатау: Автореф. дис…канд. биол. наук. М., 1943. (Науч. рук. К. И. Мейер)
- О ритме сезонного развития растений подмосковных лесов // Вестн. Моск. ун-та. — 1947. — N6. — С. 75-108.
- Структура и ритм в жизни цветковых растений. 1 ч. // Бюл. МОИП. Отд. биол. 1948. Т. 53. Вып. 2. С. 49-66.
- Структура и ритм в жизни цветковых растений. 2 ч. // Бюл. МОИП. Отд. биол. 1949. Т. 54. Вып. 1. С. 47-62.
- Материалы по фенологии зарастающих вырубок Подмосковных лесов // Вестник МГУ. — 1949. — № 6. — С. 159–176.
- Развитие Ивановых побегов у ели // Бюлл. Моск. общ. исп. прир., т. 55, № 6, 1950.
- Ритмика сезонного развития и метеорологические условия // Бюлл. Моск. о-ва испытат. природы. Отд. биол. — 1951.- Т. 56. Вып. 2. С. 63-67.
- О длительности жизни листа и факторах её определяющих. //Уч. зап. Моск. гор. пед. инст. им. В. И. Потемкина, т. XIX, Тр. кафедры ботаники, 1951, вып. 1.
- Материалы к изучению географической изменчивости сеянцев дуба от полупустыни до хвойно-широколиственных лесов // Бот. журн. 1952. Т. 38, № 6. С. 749–763.
- Морфология вегетативных органов высших растений. — М.: Сов. наука, 1952. — 392 с.
- Серебряков И. Г., Галицкая Т. М. К биологии сезонного развития болотных растений Подмосковья в связи с условиями их жизни и происхождению / Учен. зап. Моск. гор. пед. ин-та им. В. П. Потемкина. Т. 19. Каф. ботаники. Вып. 1. — М.: Гос. учеб.-педагог. изд-во мин-ва Просвещения РСФСР, 1952.- С. 19-47.
- О методах изучения ритма сезонного развития растений в стационарных геоботанических исследованиях // Учен. зап. Моск. гор. пед. ин-та им. В. П. Потемкина. Вопросы биологии растений. — 1954. — Т. 37. Вып. 2. — С. 3-20.
- Биолого-морфологический и филогенетический анализ жизненных форм покрытосеменных // Учен.зап. МГПИ им. В. П. Потемкина. 1954. Т. 37. Вып.2. С. 21-89.
- Иорданская Н. Н., Серебряков И. Г. О морфогенезе жизненной формы кустарника на примере бересклета бородавчатого — Euonymus verrucosa Scop. II Ботан. журнал. — 1954. — т. 39, № 5. — С. 768–773.
- Серебряков И. Г., Доманская Н. П., Родман Л. С. О морфогенезе жизненной формы кустарника на примере орешника. — Бюл. МОИП, 1954. т. 59, вып. 2.
- Серебряков И. Г., Чернышева М. Б. О морфогенезе жизненной формы кустарничка у черники, брусники и некоторых болотных вересковых. — Бюл. МОИП, отд. биол., 1955. № 2.
- К вопросу подсыхания сеянцев дуба в районе Камышина и Сталинграда // Учен. зап. Моск. гор. пед. ин-та им. В. П. Потемкина. — 1955. — Т. 29. Вып. 3. — С. 67 — 84.
- Основные направления эволюции жизненных форм у покрытосеменных растений // Бюлл. МОИП, отд. биол. 1955. Т. 60. Вып. 3. С. 71 — 91.
- VIII Международный ботанический конгресс. Экскурсии по Франции и Африке // Бюлл. МОИП. Отд биол. 1955. Т. 60. Вып. 1. С 81 — 96.
- Период покоя у некоторых травянистых и древесных растений Подмосковья // Учен. зап. Моск. гор. пед. ин-та им. В. П. Потемкина. Вопросы биологии растений. — 1959. — Т. 100. — С. 3951.
- Типы развития побегов у травянистых многолетников и факторы их формирования / Учен. зап. Моск. гор. пед. ин-та им. В. П. Потемкина. Вопросы биологии растений. — 1959. — Т. 100, вып 5. — С. 3-38.
- Экологическая морфология растений. Жизненные формы покрытосеменных и хвойных. — М.: Высшая школа, 1962. — 378 с.
- Материалы к флоре долины реки Пясины // Ученые записки МГПИ им. В. П. Потемкина. Т. LVII. М., 1960. С. 147–198.
- Жизненные формы высших растений и их изучение // Полевая геоботаника. — М.-Л., 1964. — Т.3. — С. 146–205.
- Период покоя у некоторых травянистых и древесных растений Подмосковья // Учен.зап. Моск.го-родск.пед.ин-та. 1964. Вып. З.
- Сравнительный анализ некоторых признаков ритма сезонного развития растений различных ботанико-географических зон СССР // Бюлл. Моск. о-ва испытат. природы. Отд. биол. − 1964. — Т. 69, вып. 5. — С. 62-75.
- Серебряков И. Г., Серебрякова Т. И. О двух типах формирования корневищ у травянистых многолетников // Бюл. МОИП. Отд.биол. 1965. Т.70. Вып.2.
- Соотношение внутренних и внешних факторов в годичном ритме развития растений (К истории вопроса) // Ботан. журнал. — 1966. — Т 51, N 7. — С. 923–938.
- Серебряков И. Г., Серебрякова Т. И. Некоторые вопросы эволюции жизненных форм цветковых растений // Бот. журн., 1972. — Т.57. — № 5. — С. 417–433.